# Lernaea cruciata
Lernaea cruciata är en kräftdjursart som först beskrevs av Charles Alexandre Lesueur 1824.  Lernaea cruciata ingår i släktet Lernaea och familjen Lernaeidae. Inga underarter finns listade i Catalogue of Life.